# Lythria griseovittata
Lythria griseovittata är en fjärilsart som beskrevs av Barend J. Lempke 1934. Lythria griseovittata ingår i släktet Lythria och familjen mätare. Inga underarter finns listade i Catalogue of Life.